# Plamen Krastew
Plamen Petrow Krastew (bulgarisch Пламен Петров Кръстев, englisch Plamen Krastev; * 18. November 1958 in Gorni Bogrow) ist ein ehemaliger bulgarischer Hürdenläufer, der sich auf die 110-Meter-Distanz spezialisiert hat. Seinen größten sportlichen Erfolg feierte er mit dem Gewinn der Silbermedaille über 60 m Hürden bei den Halleneuropameisterschaften 1982 in Mailand.

## Sportliche Laufbahn
Erste internationale Erfahrungen sammelte Plamen Krastew vermutlich bei den Junioreneuropameisterschaften in Donezk, bei denen er in 14,77 s den siebten Platz über 110 m Hürden belegte. Im Jahr darauf schied er bei den Halleneuropameisterschaften in Mailand mit 8,09 s in der Vorrunde im 60-Meter-Hürdenlauf aus und 1979 schied er bei den Halleneuropameisterschaften in Wien mit 7,85 s im Halbfinale aus. 1980 belegte er bei den Halleneuropameisterschaften in Sindelfingen in 7,79 s den vierten Platz über 60 m Hürden und im Juni siegte er in 13,86 s bei den Balkanspielen in Sofia über 110 m Hürden. Anschließend nahm er an den Olympischen Sommerspielen in Moskau teil und schied dort mit 13,99 s im Semifinale aus. Im Jahr darauf wurde er bei den Halleneuropameisterschaften in Grenoble in 6,62 s Vierter über 50 m Hürden und im September verteidigte er bei den Balkanspielen in Sarajevo in 13,68 s seinen Titel über 110 m Hürden. 1982 gewann er bei den Halleneuropameisterschaften in Mailand in 7,74 s die Silbermedaille über 60 m Hürden hinter Alexander Putschkow aus der Sowjetunion und 1984 siegte er in 13,73 s bei den Balkanspielen in Athen über 110 m Hürden. Im Jahr darauf gewann er bei den Balkanspielen in Stara Sagora in 13,67 s die Silbermedaille hinter dem Rumänen Liviu Giurgian und 1986 schied er bei den Halleneuropameisterschaften in Madrid mit 7,82 s im Vorlauf über 60 m Hürden aus. Im August schied er bei den Freiluft-Europameisterschaften in Stuttgart mit 13,81 s im Halbfinale über 110 m Hürden aus und kurz darauf gewann er bei den Balkanspielen in Ljubljana in 13,83 s die Silbermedaille hinter dem Rumänen Liviu Giurgian. 1988 sicherte er sich bei den Balkanspielen in Ankara in 13,77 s die Bronzemedaille hinter den Rumänen George Boroi und Giurgian. Im selben Jahr beendete er dann seine aktive sportliche Karriere im Alter von 30 Jahren.
In den Jahren 1978, von 1980 bis 1982 sowie von 1984 bis 1988 wurde Krastew bulgarischer Meister im 110-Meter-Hürdenlauf. 

## Persönliche Bestleistungen
- 110 m Hürden: 13,46 s (−0,3 m/s), 10. Juli 1984 in Athen
  - 50 m Hürden (Halle): 6,62 s, 22. Februar 1981 in Grenoble (bulgarischer Rekord)
  - 60 m Hürden (Halle): 7,66 s, 1. Februar 1986 in Sofia